# Monumento natural del Montañón Negro
El Montañón Negro es un antiguo volcán de la isla de Gran Canaria (Islas Canarias, España), compartido entre los términos municipales de Moya, Gáldar, Santa María de Guía y Valleseco. Está protegido bajo la categoría de monumento natural incluyendo a la Caldera de los Pinos de Gáldar.

## Descripción

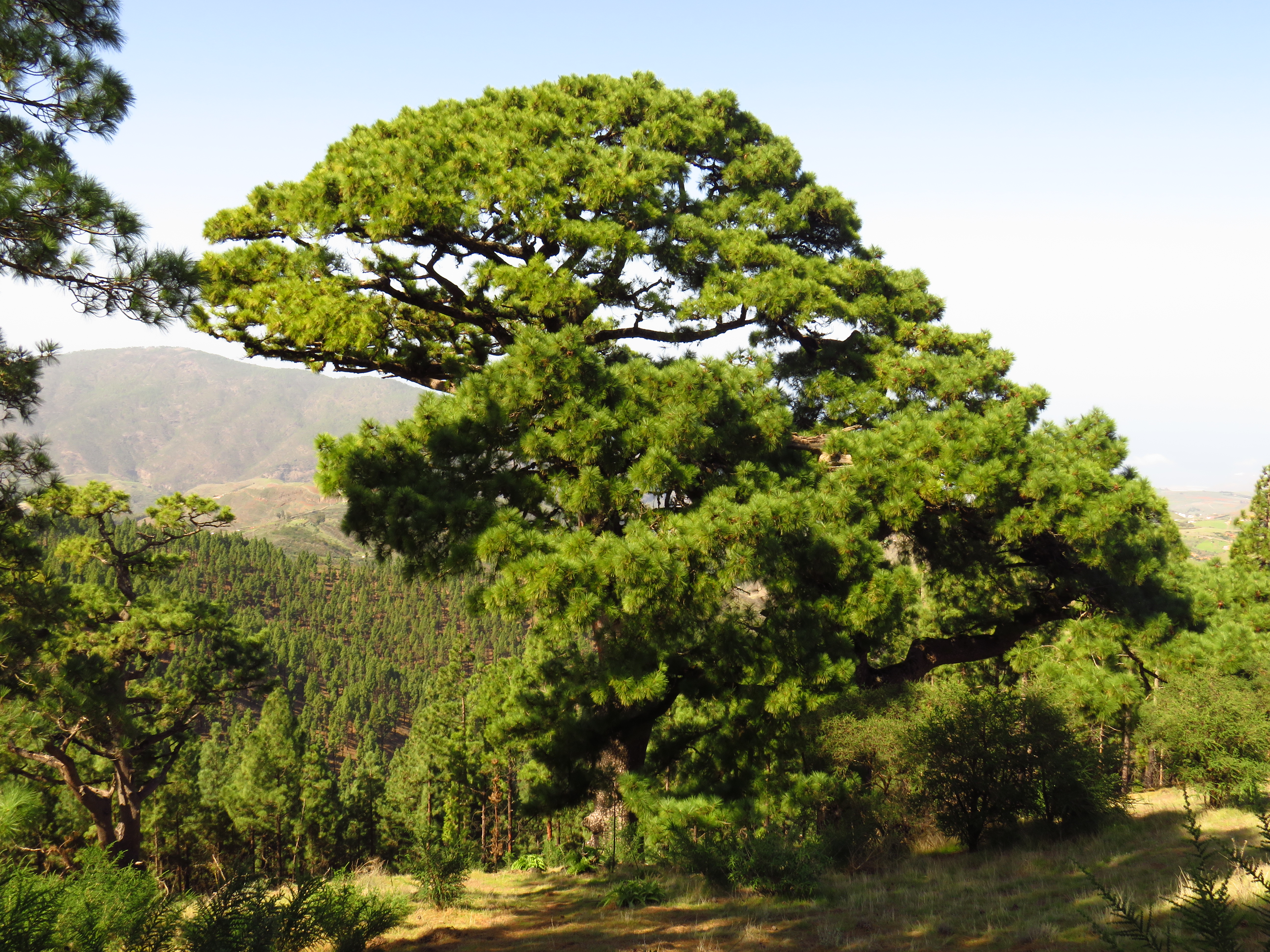
Uno de los ejemplares centenarios de los "Pinos de Gáldar" (Pinus canariensis).

El Montañón Negro es uno de los últimos volcanes aparecidos en la isla de Gran Canaria (3500 BP). Es un volcán estromboliano que emitió lavas fluidas que se derramaron a favor de la pendiente. El entorno está rodeado de los centenarios ejemplares de los Pinos de Gáldar y el cráter próximo de la caldera homónima, siendo parte del monumento natural, cuya superficie es de 193,6 ha.
Este espacio se halla dentro de la Red Canaria de Espacios Naturales Protegidos y es considerado por el Instituto Tecnológico GeoMinero de España como punto de interés geológico (PIG).

## Geología
Este espacio está comprendido dentro del Paisaje Protegido de las Cumbres, caracterizándose por los edificios volcánicos y mantos de lapillis, en el que destaca el conjunto formado por el Montañón Negro y la Caldera de los Pinos de Gáldar, siendo de las manifestaciones volcánicas más recientes de la isla de Gran Canaria y por tanto, del Ciclo volcánico Reciente.
El edificio del Montañón Negro (1669 m s. n. m.), de forma cónica, mide 192 metros y su cráter está orientado al NE, siendo un cono de cínder formado a partir de una erupción estromboliana con abundancia de escorias gruesas y compactas, los piroclastos se mezclaron con los de la Caldera de los Pinos de Gáldar hacia el NO. Las lavas discurrieron por dos ramales: Fontanales-El Brezal-Los Tilos de Moya, y el otro por el Barranco de la Virgen-Azuaje, siendo coladas del tipo "aa", muy escoriáceas y de composición basanítica.
Se asienta sobre coladas básicas del Ciclo Post Roque Nublo, en la divisoria de los barrancos de Fontanales y de Don Víctor, que baja hacia Valsendero. Es una erupción de las más recientes de la isla, con unos tres mil años de antigüedad.
El segundo edificio se trata de la Caldera de los Pinos de Gáldar (1420 m s. n. m.), al NO del Montañón Negro, de forma circular y con una altura de 150 metros. El cráter tiene 150 metros de profundidad y un diámetro de 300 metros. Es un cráter explosivo, constituido por lapillis, escorias y bombas, con materiales freatomagmáticos en las franjas superiores, alternándose los lapillis con "surges".

## Flora
Con un total de 44 especies inventariadas, se caracteriza por la presencia de masas forestales de repoblación, excepto los Pinos de Gáldar con un total de 19 pinos canarios longevos, siendo los árboles con mayor perímetro de tronco de la isla, con dos ejemplares muertos pero aún en pie.
Los pinares de repoblación están formados por pino canario (Pinus canariensis), pino insigne (Pinus radiata), pino carrasco (Pinus halepensis) y pino piñonero (Pinus pinea), están en general bien diferenciados por áreas, con sotobosque pobre aunque con alta capacidad de recarga del acuífero y su potencial paisajístico y pastoril.
También aparecen castaños (Castanea sativa), eucaliptos blancos (Eucalyptus globulus), matorrales sustitutivos del área del monteverde como el laurel o loro (Laurus novocanariensis) y el viñátigo (Persea indica). Entre la vegetación arbustiva predominan los codesares (Adenocarpus foliosus) y los retamares (Teline microphylla), además de tomillos (Micromeria benthamii), magarzas (Argyranthemum adauctum), alhelíes (Eysimum albescens), y salvia canaria (Salvia canariensis). Por encima de los 1500 metros aparecen la salvia blanca de cumbre (Sideritis dasygnaphala), otras especies de tomillos (Micromeria lanata) y cañahejas (Ferula linkii).
Especies puntuales de rupículas se representan con el bejeque rosado (Aeonium percarneum) y pastel de risco (Greenovia aurea) junto al góngaro flor de piedra (Aeonium simsii), el gongorillo canario (Aichryson laxum) y el cerrajón de monte (Sonchus acaulis), entre otras. En los fondos de barrancos hay ejemplares testimoniales de sauces canarios (Salix canariensis), zarzales (Rubus ulmifolius) y helechares (Pteridium aquilinum).
Se están realizando repoblaciones recientemente con faya (Myrica faya) para recuperar el carácter de pinar mixto con monteverde, la vegetación original.

## Fauna
La fauna vertebrada está representada por el lagarto gigante de Gran Canaria (Gallotia stehlini), la lisa rayada grancanaria (Chalcides sexlineatus) y el perenquén de Boettger (Tarentola boettgeri).
La avifauna se representa por el gavilán (Accipiter nisus granti), el busardo ratonero (Buteo buteo insularum), el vencejo unicolor (Apus unicolor), el cernícalo canario (Falco tinnunculus canariensis) o el cuervo canario (Corvus corax canariensis), el pico picapinos de Gran Canaria (Dendrocopos major thanneri), el búho chico (Asio otus canariensis), entre otros. Los mamíferos se representan con el murciélago de borde claro (Pipistrellus kuhli).
La fauna invertebrada se representa con especies endémicas de Gran Canaria como el díptero Tipula macquarti lesnei, el himenóptero Tachysphex panzeri fortunatus, el lepidóptero Epanastasis eupracta, los coleópteros como el carábido trepador de Gran Canaria (Paradromius strigifrons grancanariensis), los carabitos (Philorhizus atlanticus atlanticus y P. mateui), el cucusito (Trechus flavolimbatus), el escarabajito (Malthinus nigrescens), Leptobium nigricolle canariense, Othius neglectus, Calathus canariensis y Uyttenboogaartia cribricollis; los arácnidos como la disdera (Dysdera arabisenen), Hermannia canariensis, Arcoppia perezinigoi, Hermanniella laurisilvae y Steganacarus carlosi; las babosas Plutonia nogalesi, P. parryi y P. tamaranensis y el colémbolo Folsomides pinicolus.
Por último especies también endémicas pero compartidas en el archipiélago como los lepidópteros Mniotype schumacheri minor, Choristoneura simonyi, Cydia dadionopa, Agonopterix mutatella, Endrotrichia rogenhoferi o Xestia mejiasi, y los hermípteros como el chinche pijama (Graphosoma interruptum) y Arytinnis nigralineata.